# Rudolf Bögel (Verwaltungsjurist)
Karl Albert Rudolf Bögel (* 23. Januar 1880 in Brieg; † 8. Dezember 1964 in Stuttgart) war ein württembergischer Oberamtmann.

## Leben
Bögel, Sohn eines Fabrikdirektors und evangelischer Konfession, studierte von 1899 bis 1903 Rechtswissenschaften in Tübingen und Halle. Er war Mitglied der Studentenverbindungen AV Nicaria Tübingen und Tuiskonia Halle im SB. Er legte 1904 die erste und 1906 die zweite höhere Dienstprüfung ab.
1906 trat er in die württembergische Innenverwaltung ein. Von 1914 bis 1920 war im Kriegsdienst und französischer Kriegsgefangenschaft. Von 1924 bis 1932 leitete er das Oberamt Vaihingen, zunächst als Oberamtmann und ab 1928 als Landrat. Nachdem er 1932 dort beurlaubt wurde, wurde er Regierungsrat in der Bezirksverwaltung und danach in Geislingen. 1938 wurde er in den Wartestand versetzt. 1939 wurde er Außendienstmitarbeiter einer Lebensversicherung und 1940 Angestellter beim Landratsamt Esslingen.
1943 trat er endgültig in den Ruhestand.
Politisch war er bis 1926 Mitglied der DVP, zum 1. Mai 1933 trat er dann der NSDAP bei (Mitgliedsnummer 3.236.445).